# Eversim
Eversim est une entreprise française de développement de jeux vidéo qui a été créée par trois associés, André et Louis-Marie Rocques et Pascal Einsweiler. L'entreprise est implantée à Lognes (Seine-et-Marne). Cette société s'est spécialisée dans les jeux sérieux, de gestion et de simulation de pays.

## Histoire
L'entreprise a été créée en 2004 par les fondateurs de Silmarils. Son développement est soutenu financièrement par un groupe d’investisseurs de l'Est parisien présent dans le capital de l'entreprise.

## Jeux développés
Liste des jeux développés :

### Années 2000
- 2008 : Mission Président : Geo-Political Simulator (add-on Édition Monde inclus)
- 2009 : Bundeskanzler 2009-2013

### Années 2010
- 2010 : Rulers of Nations: Geo-Political Simulator 2
- 2012 : Élections 2012 : En route pour l'Élysée
- 2012 : The race for the white house
- 2013 : Geo-Political Simulator 3: Masters of the World
- 2014 : World of Leaders
- 2016 : The race for th white house 2016
- 2016 : Geo-Political Simulator 4: Power and Revolution
- 2019 : Power & Revolution 2019 Edition

### Années 2020
- 2020 : Power & Revolution 2020 Edition
- 2021 : Power & Revolution 2021 Edition
- 2022 : Power & Revolution 2022 Edition
- 2022 : 4th Generation Warfare
- 2023 : Power & Revolution 2023 Edition
- 2024 : 5th Generation Warfare
- 2024: Geo-Political Simulator 5